# Маммо (герцог)
Маммо (лат. Mammo; умер не ранее 509) — остготский военачальник начала VI века.

## Биография
Маммо упоминается в исторических источниках как военачальник и герцог (лат. dux) правителя остготов Теодориха Великого. По приказу этого короля в 508—509 годах он командовал одной из частей остготского войска, принимавшего участие на стороне вестготов в войне с франками и бургундами. О ходе этой военной компании исторические источники сообщают не очень много подробностей. Среди упоминаемых в этой связи событий — снятие остготами во главе с Иббой, Тулуином и Маммо бургундо-франкской осады с Арля, отвоевание Марселя, ранее захваченного бургундами, и деблокирование Каркасона, где находилась часть сокровищницы вестготских королей. По свидетельству Мария Аваншского, возглавляемое Маммо войско в 509 году разграбило земли Южной Галлии. После установления полного контроля над Провансом эти земли не были возвращены вестготам, а стали частью Остготского королевства.
О дальнейшей судьбе Маммо никаких сведений в исторических источниках не сохранилось.